# Aeroportul Fort McPherson
Aeroportul Fort McPherson (IATA: ZFM, ICAO: CZFM) este un aeroport din Fort McPherson⁠(d), Teritoriile de Nord-Vest, Canada.
Situat la o altitudine de 35 m, aeroportul dispune de o singură pistă.